# لي ماجي
لي ماجي (بالإنجليزية: Lee Magee)‏ هو لاعب كرة قاعدة أمريكي، ولد في 4 يونيو 1889 في سينسيناتي في الولايات المتحدة، وتوفي في 14 مارس 1966 في كولومبوس في الولايات المتحدة.

## وصلات خارجية
- لي ماجي على موقعبيزبول رفرنس.كوم (الدوري الرئيسي) (الإنجليزية)
- لي ماجي على موقعبيزبول رفرنس.كوم (الدوري الثانوي) (الإنجليزية)
- لي ماجي على موقع مشجعي الرسوم البيانية (الإنجليزية)